# مسعود بواردجا
مسعود بواردجا (انگلیسی: Messaoud Bouardja؛ زادهٔ ۶ ژوئیهٔ ۱۹۹۱) بازیکن فوتبال اهل فرانسه است.